# Akela ruricola
Akela ruricola är en spindelart som beskrevs av María Elena Galiano 1998. 
Akela ruricola ingår i släktet Akela och familjen hoppspindlar. Inga underarter finns listade i Catalogue of Life.